# キャット・アンダーソン
キャット・アンダーソン（Cat Anderson, 本名:William Alonzo Anderson, 1916年9月12日 - 1981年4月29日）はアメリカのジャズ・トランペット奏者。
デューク・エリントン・バンドで長年活躍したことが知られている。ハイノート・ヒッターとしても知られる。

## 来歴
1916年、サウスカロライナ州グリーンビルに生まれる。
4歳の時、両親を失い、チャールストンにあるジェンキンス孤児院に送られる。そこで音楽と出会い、トランペットを学ぶ。
この孤児院に居るときにクラスメートから「Cat」という愛称を付けられている。それを彼は終生使い続けた。
音楽活動は孤児院時代から始め、グループを組み、レコーディングも行った。
1938年から1942年にかけて、ドク・ホイーラー・オーケストラに所属。他にエルスキン・ホーキンス（トランペット）、ライオネル・ハンプトン（ヴィブラフォン）らの楽団にも参加している。
1944年、フィラデルフィアのエール劇場にてデューク・エリントン・バンドと共演する。このときにデュークに才覚を見出され、このバンドで活動するようになる（1944年-1947年、1950年-1959年、1961年-1971年）。
その他の期間は自身のバンドを率いて演奏活動を行った。
1971年以降は活動拠点をロサンゼルスに移し、スタジオ・セッションや地元のバンドにも参加している。
1981年4月29日、脳腫瘍で亡くなる。64歳没。

## ハイノート
キャットの演奏で伝えられるのは代名詞でもあるハイノート・プレイであり、5オクターブ（最高トリプルC）をカバーしたといわれる。
またウィントン・マルサリスは「ハイノート・ヒッターの中でも最高の人」と語っている。

## ディスコグラフィ

### リーダー・アルバム
- Cat Anderson Plays at 4 AM (1958年、Columbia [France, EMI])
- Cat on a Hot Tin Horn (1958年、Mercury)
- Ellingtonia (1959年、Wynne) ※キャット・アンダーソン & エリントン・オールスターズ名義
- 『キャット・アンダーソン』 - A Chat with Cat Anderson (1963年、Columbia [France, EMI])
- Cat Speaks (1977年、Black & Blue)
- Plays W.C. Handy (1978年、Black & Blue)
- Americans Swinging in Paris (2002年、EMI) ※CD reissue of the two French Columbia albums
- Cat Speaks: The Definitive Black and Blue Sessions (2002年、Black & Blue)[1]